# Friedensvertrag zwischen Israel und Jordanien

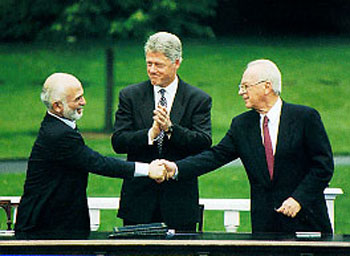
Ein Händedruck König Husseins von Jordanien mit Jitzchak Rabin im Beisein von US-Präsident Bill Clinton beim Vertragsschluss

Der Friedensvertrag zwischen Israel und Jordanien, offiziell Vertrag des Friedens zwischen dem Staat Israel und dem Haschemitischen Königreich Jordanien, ist ein Friedensvertrag zwischen Israel und Jordanien, der am 26. Oktober 1994 von König Hussein von Jordanien, vom israelischen Ministerpräsidenten Jitzchak Rabin und von US-Präsident Bill Clinton unterzeichnet wurde. Der Vertrag basiert auf der Washington Declaration, die Hussein, Rabin und Clinton am 25. Juli 1994 in der amerikanischen Hauptstadt unterschrieben hatten.

## Inhalt
Der Vertrag enthält 30 Artikel. In Artikel 1 wird festgelegt, dass von nun an Frieden zwischen den beiden Staaten herrscht. Artikel 3 beschreibt die Grenzziehung: Die Grenze zwischen Israel und Jordanien ist der Fluss Jordan; im Falle einer Änderung des Flussverlaufs müsste die Grenze neu gezogen werden. Die Grenze im Abschnitt zwischen En Gedi und Bet Sche’an wird nicht festgelegt, da Jordanien darauf besteht, dass die endgültige Grenzziehung gemeinsam mit der Palästinensischen Autonomiebehörde zu bestimmen sei. Artikel 6 enthält die Zusicherung, dass Jordanien größere Mengen Wasser aus dem Jordan entnehmen darf.

## Weitere Entwicklung
Eine Sonderklausel im Friedensvertrag erlaubte Israel, die Nutzung von zwei Enklaven, Naharajim im Jordantal und Zofar oder Ghumar in der Arava-Region im Süden, insgesamt etwa 1.000 Dunam (100 Hektar), für 25 Jahre beizubehalten. Damit verbunden war die Maßgabe, dass der Pachtvertrag routinemäßig verlängert werde. Im Oktober 2018 kündigte König Abdullah II. jedoch inmitten innerer Unruhen in Jordanien an, den Pachtvertrag über den 25. Oktober 2019 nicht zu verlängern, der am 10. November 2019 auslief.